# Yukio Hatoyama
Yukio Hatoyama (jap. 鳩山 由紀夫 Hatoyama Yukio; ur. 11 lutego 1947 w dzielnicy Bunkyō, w Tokio) – japoński polityk, przewodniczący Partii Demokratycznej (jap. 民主党 Minshu-tō) w latach 1999–2002 oraz 2009–2010, sekretarz generalny od 2004 do 2009. Premier Japonii od 16 września 2009 do 8 czerwca 2010.

## Młodość, edukacja i życie prywatne

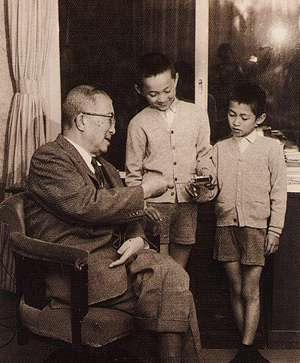
Yukio Hatoyama ze swoim dziadkiem, premierem Ichirō Hatoyamą oraz bratem Kunio

Yukio Hatoyama wywodzi się z protestanckiej (baptystycznej) rodziny o długoletnich tradycjach politycznych i biznesowych. Jest przedstawicielem jej czwartego pokolenia: pradziadek, Kazuo Hatoyama, był przewodniczącym Izby Reprezentantów w latach 1896–1897, dziadek Ichirō Hatoyama – premierem Japonii w latach 1954–1956, ojciec Iichirō Hatoyama – ministrem spraw zagranicznych w latach 1976–1977. Brat Yukio, o imieniu Kunio, był ministrem sprawiedliwości i ministrem spraw wewnętrznych.
Matka Yukio Hatoyamy, Yasuko, jest córką Shōjirō Ishibashi, założyciela Bridgestone Corporation, wielkiej firmy produkującej m.in. opony samochodowe.
Hatoyama uczęszczał do elitarnych szkół w kraju i za granicą. W 1969 został absolwentem inżynierii na Uniwersytecie Tokijskim. W 1976 zdobył tytuł doktora inżynierii przemysłowej na Stanford University w USA. W 1981 został asystentem profesora na Senshu University (jap. 専修大学 Senshū Daigaku), prywatnej uczelni w tokijskiej dzielnicy Chiyoda.
W 1975 Hatoyama poślubił, poznaną w czasie studiów, Miyuki. Ma z nią jednego syna, Kichirōr, inżyniera mieszkającego w Rosji. Jego żona, była aktorka, znana jest z licznych występów i kontrowersyjnych wypowiedzi telewizyjnych na tematy duchowe. W jednym z nich stwierdziła, że odwiedziła planetę Wenus w czasie podróży pozaziemskiej na pokładzie UFO, w innym, że w dawnym wcieleniu spotkała aktora Toma Cruise’a. Yukio Hatoyama został obdarzony przez partyjnych kolegów przydomkiem „Obcy”, odnoszącym się do jego wyglądu i mało ekspresyjnego charakteru.

## Kariera polityczna
W latach 1983–1986 Hatoyama pełnił funkcję prywatnego sekretarza swego ojca Iichirō Hatoyamy, który był w tym czasie deputowanym w parlamencie. W 1986 sam został wybrany do Izby Reprezentantów w 9. okręgu Hokkaido z ramienia Partii Liberalno-Demokratycznej (PLD), z której później wystąpił. W wyborach w 1990, 1993, 1996, 2000, 2003, 2005 i w 2007 ponownie uzyskiwał reelekcję w parlamencie.
W 1993 wystąpił z Partii Liberalno-Demokratycznej i razem z niewielką grupką prawników utworzył Nową Partię Sakigake. Partia stała się częścią koalicji, która jeszcze w tym samym roku odsunęła od władzy PLD. W sierpniu Hatoyama został wiceszefem gabinetu premiera Morihiro Hosokawy. Jednakże 8 miesięcy później rząd Hosokawy upadł z powodu skandalu finansowego i do władzy powróciła PLD.
W 1996 Hatoyama był współzałożycielem Partii Demokratycznej i we wrześniu 1997 został jej sekretarzem generalnym. W 1998 Partia Demokratyczna połączyła się z trzema innymi partiami, tworząc „nową” Partię Demokratyczną. Od września 1999 do 2002 Hatoyama pełnił funkcję jej przewodniczącego. 20 września 2004 objął stanowisko sekretarza generalnego partii, które zajmował do maja 2009.
W maju 2009 ówczesny przewodniczący Partii Demokratycznej Ichirō Ozawa ogłosił swoją rezygnację ze stanowiska. Decyzja ta była następstwem skandalu finansowego. Jeden z doradców Ozawy został oskarżony o przyjęcie od jednej z japońskich firm nielegalnych środków w wysokości 21 mln jenów, przeznaczonych na finansowanie działalności i kampanii wyborczej Partii Demokratycznej. 16 maja 2009 na kongresie Partii Demokratycznej Hatoyama został wybranym jej nowym przewodniczącym i zarazem liderem opozycji. Pokonał on Katsuyę Okadę, zdobywając 124 z 219 głosów poparcia.

## Premier

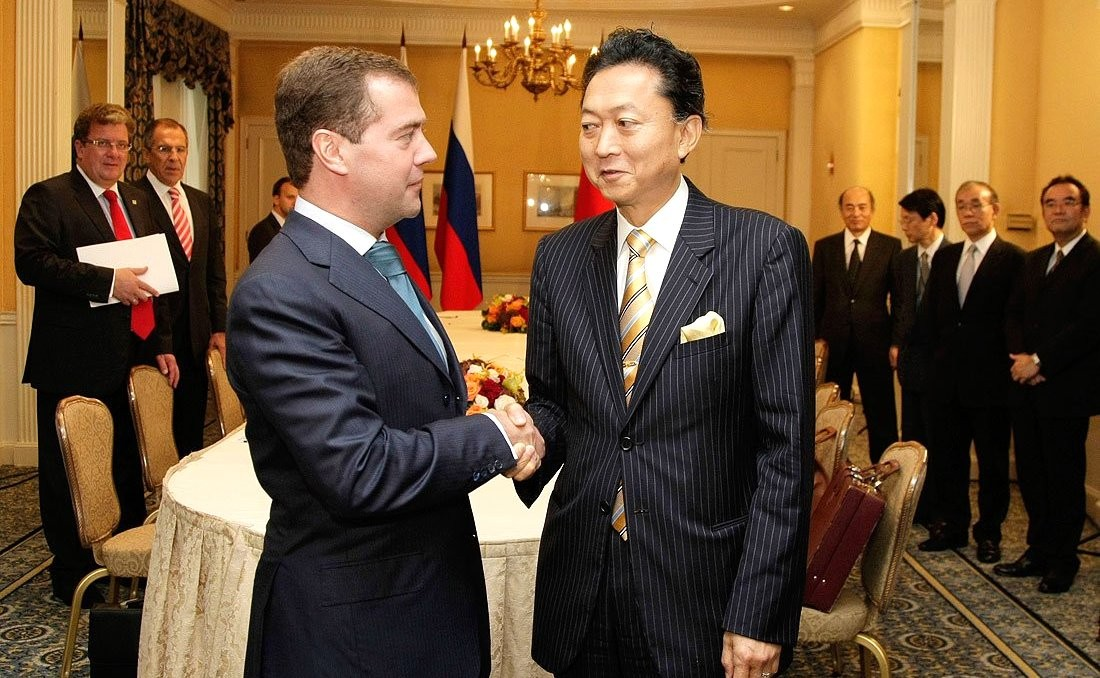
Yukio Hatoyama z prezydentem Dmitrijem Miedwiediewem, wrzesień 2009

Stojąc na czele Partii Demokratycznej, Hatoyama doprowadził ją do największego w historii sukcesu wyborczego. W wyborach parlamentarnych 30 sierpnia 2009 jego partia zdobyła 308 z 480 miejsc w Izbie Reprezentantów i odsunęła od władzy rządzącą przez dziesięciolecia PLD. W czasie kampanii wyborczej obiecywał obywatelom zwiększenie świadczeń opieki socjalnej. W polityce zagranicznej opowiadał się przebudową ścisłego do tej pory sojuszu ze Stanami Zjednoczonymi oraz poprawą stosunków z azjatyckimi sąsiadami Japonii.
7 września 2009 Hatoyama zapowiedział podjęcie działań, mających na celu zmniejszenie emisji gazów cieplarnianych do atmosfery o 25% do 2020 w porównaniu z rokiem 1990. 9 września Partia Demokratyczna zawiązała koalicję z dwiema mniejszymi partiami: Partią Socjaldemokratyczną oraz Nową Partią Ludową, co zapewniło jej większość głosów również w izbie wyższej.
16 września 2009 Yukio Hatoyama oficjalnie objął stanowisko premiera Japonii oraz mianował swój gabinet. Parlament udzielił mu poparcia 327 głosami w 480-osobowej Izbie Reprezentantów oraz 124 głosami w 240-osobowej Izbie Radców.
2 czerwca 2010, po 8 miesiącach sprawowania rządów, premier Yukio Hatoyama ogłosił swoją rezygnację ze stanowiska. Powodem decyzji było niespełnienie obietnic wyborczych dotyczących likwidacji lub przeniesienia amerykańskiej bazy wojskowej na wyspie Okinawa, a także zobowiązań dotyczących poprawy sytuacji gospodarczej kraju. Premier Hatoyama już na początku maja 2010 ogłosił publicznie, że przeniesienie niepopularnej wśród mieszkańców wyspy bazy będzie niemożliwe. Podkreślił również, że jej utrzymanie jest niezbędne dla bezpieczeństwa narodowego. Pod koniec maja 2010 z powodu tej decyzji z koalicji rządowej wystąpiła Partia Socjaldemokratyczna. Głosy wzywające premiera do rezygnacji pojawiły się także w szeregach samej Partii Demokratycznej, jako że przed lipcowymi wyborami do Izby Radców, poparcie dla premiera spadło do ok. 17%.
4 czerwca 2010 nowym przewodniczącym Partii Demokratycznej i szefem rządu został wybrany dotychczasowy wicepremier i minister finansów Naoto Kan. 8 czerwca Kan został oficjalnie zaprzysiężony przez cesarza Akihito.

## Odznaczenia
- Krzyż Wielki Orderu Zasługi – 1993, Portugalia[25]